# Ebbw Vale South
Ebbw Vale South ist eine walisische Community in der Principal Area Blaenau Gwent County Borough in Südwales, die primär aus dem Südteil der Stadt Ebbw Vale besteht. Sie hatte beim Zensus 2011 4274 Einwohner.

## Geographie
Die Community Ebbw Vale South entstand mit der sogenannten The Blaenau Gwent (Communities) Order 2010, als die Community Ebbw Vale zugunsten von Ebbw Vale North und Ebbw Vale South aufgelöst wurde. Die Community umfasst die Südteile der im Tal des Ebbw Fawr River liegenden Stadt Ebbw Vale mitsamt dem Stadtteil Hilltop sowie Teile von Victoria, zudem wird je nach Quelle auch ein Stadtteil Garden City genannt. Der River Ebbw Fawr, der später zum Ebbw River wird, fließt selbst durch die Community, die gleichfalls von mehreren Fern- und Regionalstraßen wie der A4046 road und der A4281 road durchquert wird. Die Community liegt ungefähr in der Mitte der Principal Area Blaenau Gwent County Borough und grenzt somit nur an Communitys, die ebenfalls zu Blaenau Gwent gehören. So gibt es im Norden eine gemeinsame Grenze mit der Community Ebbw Vale North und im Süden mit der Community Cwm, während sie im Westen an Tredegar und im Osten an Nantyglo and Blaina grenzt. Ebbw Vale South bildet zudem einen eigenen Ward, der zum britischen Wahlkreis Blaenau Gwent beziehungsweise zu dessen walisischem Pendant gehört.

## Bauwerke
In Ebbw Vale South liegen sieben Bauwerke, die in die Statutory List of Buildings of Special Architectural or Historic Interest aufgenommen wurden, darunter die oben gezeigte Christ Church. Bei dieser und vier anderer Gebäude handelt es sich um sogenannten Grade II buildings, zwei weitere Gebäude werden als höher gestellte Grade II* buildings geführt.